# The Rimshots
The Rimshots was een Amerikaanse funk- en discoband uit de late jaren 1970.

## Geschiedenis
De band begon als huisband voor de labels All Platinum en in het bijzonder Stang Records tijdens de vroege jaren 1970. De toen nog naamloze ritmische formatie nam op voor artiesten, die onder contract stonden zoals Hank Ballard, Donnie Elbert, Shirley & Company, Chuck Jackson, Brook Benton, Solomon Burke, Brother to Brother, Eleanor Mills, The Moments en Etta James. Met King Curtis namen ze de oorspronkelijke themasong op voor de hit tv-show Soul Train in 1971.
Van 1972 tot 1976 nam deze studioband meer dan vijftig projecten op voor Platinum-Chess Records. De band had ook de vaardigheid om ritmische nummers exact te kopiëren, die eerder waren opgenomen door andere artiesten. Labelbaas Joe Robinson liet de band de Amerikaanse hit 7-6-5-4-3-2-1 (Blow Your Whistle) reproduceren en bracht de single uit in Europa onder de artiestennaam The Rimshots. De band kreeg ongewild de artiestenstatus en begon internationaal te toeren als The Rimshots. Ze traden tweemaal op bij BBC-televisie, Top of the Pops en andere internationale podia. Ondanks hun onbedoelde succes als discoband is hun studio-discografie uitzonderlijk door hun beperkte opnamen onder deze naam.
Hun oorspronkelijke muziek neigde naar een harde funksound, voornamelijk beïnvloed door drie muzikanten die de kern van de band vormden: gitarist Walter Morris, bassist Jonathan Williams en drummer Clarence Oliver waren de oorspronkelijke podiumband voor The Moments. Toetseniste Bernadette Randle werd naar de studio gehaald door Sylvia Robinson en de plaatproducent Michael Burton. Ritme-gitarist Tommy Keith stond onder contract bij het label als songwriter en producent.
Organist Mozart Pierre Louis speelde met de band op het podium, maar nam niet met hen op in de studio. In deze zeskoppige formatie toerden ze als The Moments door de jaren 1970. Midden jaren 1970 daarentegen werd de band erkend als een discoband. Ze scoorden ook een aantal hits met hun oorspronkelijke songs. Do What You Feel (Part 1) bereikte de 93e plaats in de Billboard Hot 100, Super Disco de 49e plaats in de r&b-hitlijst en de 7e plaats in de disco singlehitlijst. Toen Randle de band verliet, werd ze vervangen door Sammy Lowe jr. tijdens het jaar dat de band vrijwel intact bleef.
De band werd uiteindelijk aanzienlijk aangepast door hiphop-artiesten.

## Bezetting
- Walter Morris[7] (leadgitaar)
- Tommy Keith[8] (ritmegitaar)
- Clarence Oliver[9] (drums)
- Jonathan Williams[10] (basgitaar)
- Bernadette Randle[11] (keyboards)
- Mozart Pierre Louis[12] (orgel)
- Curtis McTeer[13]

## Discografie

### Singles
- 1975: 7-6-5-4-3-2-1 (Blow Your Whistle)

### Albums
- 1972: Soul Train
- 1976: Down to Earth